# Zaidpur
Zaidpur es un pueblo y nagar Panchayat situado en el distrito de Barabanki en el estado de Uttar Pradesh (India). Su población es de 34443 habitantes (2011). Se encuentra a 30 km al oeste de Lucknow, la capital del estado.

## Demografía
Según el  censo de 2001 la población de Zaidpur era de 16997 habitantes, de los cuales 17747 eran hombres y 16696 eran mujeres. Zaidpur tiene una tasa media de alfabetización del 49,5%, inferior a la media nacional del 57,68%: la alfabetización masculina es del 55,67%, y la alfabetización femenina del 42,89%.